# Cimetière de Volvic
Le cimetière de Volvic est le cimetière municipal de Volvic dans le Puy-de-Dôme. Il est considéré dans sa partie ancienne comme « un conservatoire à ciel ouvert de l'art funéraire du XIXe siècle en Basse-Auvergne ». Il se trouve rue de la Libération.

## Histoire et description
Ce cimetière, mis en service en 1811, est typique de ceux de la région avec dans sa partie ancienne ses tombeaux hauts en pierre volcanique de Volvic de couleur gris foncé, pierre de lave lisse, utilisée en particulier par les tailleurs de pierre pour l'art funéraire. Beaucoup de sépultures sont remarquables, avec hautes stèles, ornements végétaux, anges et pleureuses; ainsi que les quelques chapelles ouvragées et la haute colonne avec médaillon en lave émaillée sur le socle de la famille des propriétaires des carrières de la pierre de Volvic, les riches entrepreneurs Brosson. La stèle de la famille Machebœuf avec ses mains unies et ses cœurs jumeaux est un modèle de l'iconographie locale. On note aussi la chapelle Chanteloube d'architecture néoclassique au fin décor. 
Le cimetière s'étend en quatre parties sur  1 231 mètres carrés, avec le cimetière ancien, l'extension de 1942-1943, l'extension de 1965 et la dernière de 1977-1978. Le cimetière possède un jardin du souvenir et deux columbariums de douze casiers chacun. Les parties modernes ne présentent aucun intérêt, les tombes étant toutes faites sur les mêmes modèles en granito ou marbres de catalogue.

## Personnalités inhumées
- Fernand Auteroche (1914-2018), sculpteur
- Joseph Barrière (1874-1957), peintre
- Joseph Berthelay (1863-1957), architecte et directeur de l'école départementale d'architecture de Volvic
- Pierre Bœuf (1809-1881), sculpteur (bas-relief de squelette)
- Michel Champleboux (1901-1967), maire de Volvic et sénateur
- Antoine Chaufour (1891-1967), sculpteur et son fils Henri (1919-1999), également sculpteur (statue)
- Victor Fonfreide (1872-1934), peintre et illustrateur
- Jean Legay (1856-1915), exploitant de la pierre de Volvic, sculpteur et découvreur de l'eau de Volvic (statue de pleureuse)
- Benoît Lonchon (1788-1863), maire de Volvic
- Pierre Moity (1880-1938), maire de Volvic à l'origine de la commercialisation de l'eau de Volvic
- Antoine Mouly, architecte d'églises
- Christian Sandrin (1918-2009), peintre (sculpture)
- Gérard Tardif (1951-1982), pilote de la patrouille de France qui s'écrasa à Salon-de-Provence